# Robert de Calz
Robert de Calz también Robert de Caux y Robert de Cause (c. 1100-1167) fue un noble caballero anglonormando, barón de Laxton, Nottinghamshire. Era hijo de Walter de Caux (c. 1045-1130), señor de Shelford y primer barón de Laxton. Descendiente de Anceline de Caus (c. 1025-1066), un normando que siguió a Guillermo II de Normandía durante la conquista de Inglaterra, que recibió el señorío de Laxton del duque, arrebatado a los anglosajones en 1066. El hijo primogénito de Walter fue Raúl [Ralph] de Hanselyn (c. 1087-1168), heredero y señor de Shelford. Robert sirvió a la corona como guardián de los Bosques Reales de Nottingham. Su función consistía en supervisar la administración del bosque como coto de caza real, tal y como lo definían las Leyes Forestales.

## Bosque de Sherwood
En Nottinghamshire, los guardianes reales del Bosque de Sherwood (o Bosques de Nottinghamshire) fueron hereditarios durante generaciones. Los primeros titulares fueron la familia de Normanville y de Caux, y posteriormente, a falta de herederos varones, por matrimonio, las familias de Birkin y Everingham. Todos establecidos en el castillo de Laxton.
La investigación de David Crook en su artículo «Los Primeros Guardianes del Bosque de Sherwood» sugiere la siguiente descendencia para los Guardianes hereditarios del Bosque de Sherwood, de Caux y Everingham:
- Gerard de Normanville (reinado de Guillermo el Conquistador);
- Ralph [Rafe] de Normanville;
- Basilia de Normanville, por matrimonio, pasó a Robert de Calz [Caux];
- Robert II de Caux;
- Robert III de Caux;
- Maud de Caux, por matrimonio, pasó a Ralph fitz Stephen (c. 1154-1190), durante el reinado de Enrique II de Inglaterra);[5]
- Maud de Caux, por matrimonio, pasó a Adam Fitz Peter (c. 1136-1185), señor de Birkin. Adam Fitz Peter fue el abuelo materno de Maud le Vavasour.
- John de Birkin;
- Thomas de Birkin;
- Isabella de Birkin, por matrimonio pasó a Robert de Everingham, señor de Paramount of Rouston (9 de febrero de 1255-21 de julio de 1287) quien perdió su custodia en 1287 debido a la caza furtiva.

## Herencia
Algunas fuentes citan a una hija heredera de Geoffrey de Alselyn que se casó con Robert de Calz. Otras fuentes mencionan que se casó con Isabella de Ferrières (c. 1105-1122), hija de Robert de Ferrers (Ferrières, c. 1068– 1139), primer conde de Derby, y Hawise de Vitré (c. 1069-1139). Fruto de esa relación nació Alice de Cauz (c. 1123-?) que sería esposa de Robert d'Arcy, señor de Nocton (c. 1091-1154).